# Kostel Nalezení svatého Kříže (Svatý Kříž)
Kostel nalezení svatého Kříže je farní kostel v římskokatolické farnosti Svatý Kříž, nachází se v jižní části vesnice Svatý Kříž, části města Havlíčkův Brod. Kostel je chráněn jako kulturní památka České republiky.
Kostel je barokní jednolodní stavbou s obdélným půdorysem a odsazeným trojbokým závěrem, jeho součástí je malá věžička na hřebenu střechy. Kostelní loď je zaklenuta plochým stropem, presbytář křížovou klenbou. Na severní straně kostela je čtvercová předsíň a sakristie.
U kostela se nachází pamětní kříž.

## Historie
První písemná zmínka o vesnici pochází z doby kolem roku 1530, kdy se v místech kostela nacházela studánka s léčivou vodou. Kostel byl postaven kolem roku 1712. Roku 1756 byl kostel rozšířen o boční oltář a v roce 1762 byla do kostela pořízena křtitelnice. Do kostela byl před rokem 1918 přemístěn oltář svatého Prokopa ze zrušeného kostela svaté Markéty mezi obcemi Suchá a Lípa. Kolem roku 1918 byl nahrazen původní oltář kostela. V roce 1946 byl kostel rekonstruován, byla opravena střecha kostela. V kostele i v době komunistického režimu nadále pokračovaly pravidelné bohoslužby.
V roce 2015 byly v kostele rekonstruovány varhany.